# Dave Gisler
Dave Gisler (* 1983 in Altdorf UR) ist ein Schweizer Jazzmusiker (Gitarre, Komposition).

## Leben und Wirken
Gisler erhielt als Primarschüler privaten Musikunterricht durch die Eltern; sein Lehrer auf der klassischen Gitarre war vom achten bis zum vierzehnten Lebensjahr sein Vater, ein Gitarrenlehrer. Mit 16 Jahren fand er den Weg zum Jazz und zur Improvisation. Zwei Jahre später besuchte er die Berufsabteilung der Musikhochschule Luzern, Abteilung Jazz, wo er von Christy Doran und Kurt Rosenwinkel unterrichtet wurde (Abschluss Performance 2006).
Gisler gehört seit Gründung dem Lucerne Jazz Orchestra an, auf dessen Tonträgern er auch zu hören ist. Er ist Gründungsmitglied der Band NoReduce, in der er mit Nasheet Waits spielt. Mit dieser Band, mit der Egli-Santana Group, Noflores, Triots, Asmin, Mat Down und Mumur tourte er in Japan, Russland, USA und in Europa. Auch mit der Band Pilgrim von Christoph Irniger sowie der Band Weird Beard des Saxophonisten Florian Egli veröffentlichte er Alben und trat international auf. Er leitet ein eigenes Trio, für das er auch Eigenkompositionen schreibt. Ferner gründete er das Sonar Ensemble mit Bassist Raffaele Bossard und Schlagzeuger Alex Huber.
Gisler, der auch dem Swiss Jazz Orchestra angehört, konzertierte mit Musikern wie Dave Douglas, Ohad Talmor, Peter Frei, Nat Su, Heiri Känzig, Lucas Niggli, Fabian Gisler, Claudio Puntin, Matthias Spillmann, John Voirol, Jean-Paul Brodbeck, Samuel Rohrer, Chris Wiesendanger, Lisette Spinnler und Domenic Landolf. Er ist auch auf Alben von Gregor Freis Asmin, Samir Böhringers Meta Zero sowie dem Notebook Ensemble von Frantz Loriot und Manuel Perovic zu hören.
Gisler erhielt vom Kanton Uri 2010 einen Atelieraufenthalt in New York finanziert. 2016 wurde er mit dem 20.000 Franken dotierten Förderpreis Urner Werkjahr unterstützt.

## Diskographische Hinweise
- Dave Gisler's Shizzle Dream (Unit Records 2010, mit Michael Jaeger, Tobias Meier, Luca Sisera, Michael Stulz)
- Sonar Ensemble While You Were Gone (Unit Records 2010)
- No Flores Let Them Come (Wide Ear Records 2014, mit Tobias Meier und Jonas Ruther)
- Zurich Concert (Intakt Records 2020, mit Jaimie Branch, Raffaele Bossard, Lionel Friedli)[3]
- See You Out There (Intakt Records 2022, mit Jaimie Branch, David Murray, Raffaele Bossard, Lionel Friedli)[4]